# I tre della Croce del Sud
I tre della Croce del Sud (Donovan's Reef) è un film in technicolor del 1963 diretto da John Ford, con John Wayne, Lee Marvin e Jack Warden. Il film è stato girato a Kauai, Hawaii.

## Trama
In un'isola della Polinesia si sono stabiliti: Dedham, un medico chirurgo, Donovan, un avventuriero che gestisce una taverna, e Gilhooley, un ex sottoufficiale della Marina. Da buoni amici nemici sono continue le risse a cui vanno incontro Donovan e Gilhooley. Amelia, la figlia del dottor Dedham, che non ha mai conosciuto il padre arriva sull'isola direttamente da Boston per verificare se il padre sia degno di ricevere un'eredità
Per facilitare la cosa Donovan si assume la paternità dei figli che il dottore ha avuto da una relazione con una donna dell'isola. Alla fine Amelia scopre la verità e decide di rinunciare alla partenza per rimanere nell'isola e sposare Donovan, che nel frattempo ha ceduto la taverna a Gilhooley.

## Produzione
La casa del governatore francese dell'isola, la casa bianca sulla spiaggia con palme da cocco e prato inglese, è il giardino Allerton, ex residenza estiva della regina hawaiana Emma, vicino a Poipu Beach, ora parte del National Tropical Botanical Garden. Le scene di barche e canoe sono state girate sul fiume Wailua, e successivamente montate con scene girate nella tenuta di Allerton.
Le uniche automobili che compaiono nel film sono Jeep CJ del 1944.